# Ниси-Огикубо (станция)
Станция Ниси-Огикубо (яп. 西荻窪駅 ниси огикубо эки) — железнодорожная станция на линиях Тюо и Тюо-Собу, расположенная в специальном районе Сугинами, Токио. Станция была открыта 15 июля 1922 года.

## Планировка станции
Две платформы островного типа и четыре пути.
| 1 | ■Линия Тюо-Собу     | Митака                        |
| 2 | ■Линия Тюо-Собу     | Синдзюку・Тиба・○Линия Тодзай |
| 3 | ■Линия Тюо (Скорая) | Татикава・Хатиодзи・Такао     |
| 4 | ■Линия Тюо (Скорая) | Накано・Синдзюку・Токио       |

## Близлежащие станции
| «       |  | Линия                            |  | »          |
| ------- |  | -------------------------------- |  | ---------- |
| Огикубо |  | Линия Тюо (Скорая, только будни) |  | Китидзёдзи |
| Огикубо |  | Линия Тюо-Собу                   |  | Китидзёдзи |